# Osina Wielka
Osina Wielka (niem. Groß Nossen) – wieś w Polsce położona w województwie dolnośląskim, w powiecie ząbkowickim, w gminie Ziębice.
| SIMC       | Nazwa  | Rodzaj  |
| ---------- | ------ | ------- |
| nie nadano | Osinka | kolonia |

## Podział administracyjny
W latach 1975–1998 miejscowość administracyjnie należała do województwa wałbrzyskiego.

## Zabytki
Do wojewódzkiego rejestru zabytków wpisany jest kościół parafialny pw. św. Wawrzyńca z XIX w.. Do parafii należą także mieszkańcy Dębowca i Biernacic.
Inne obiekty
- plebania parafii.

## Znane osoby
- Bruno Bauch, niemiecki filozof urodzony w 1877 r. w Groß Nossen – Osinie Wielkiej (zm. 1942)

## Szlaki turystyczne
- Żółty:  Ziębice – Osina Wielka – Starczówek – Lubnów – Chałupki – Paczków